# Simbabwische Cricket-Nationalmannschaft in Bangladesch in der Saison 2010/11
Die Tour der simbabwischen Cricket-Nationalmannschaft nach Bangladesch in der Saison 2010/11 fand vom 1. bis zum 12. Dezember 2010 statt. Die internationale Cricket-Tour war Teil der internationalen Cricket-Saison 2010/11 und umfasste eine aus fünf Spielen bestehende ODI-Serie, die Bangladesch 3-1 gewann.

## Vorgeschichte
Bangladesch bestritt zuvor eine Serie gegen Neuseeland, während Simbabwe zuvor eine Serie in Südafrika bestritt. Das letzte Aufeinandertreffen der beiden Mannschaften fand in der Saison 2009/10 in Bangladesch statt. Für beide Mannschaften diente diese Serie als Vorbereitung auf den Cricket World Cup 2011.

## Stadien
Die folgenden Stadien wurden für die Tour als Austragungsort vorgesehen.
| Stadt      | Stadion                                | Kapazität | Spiele      |
| ---------- | -------------------------------------- | --------- | ----------- |
| Chittagong | Zohur Ahmed Chowdhury Stadium          | 22.000    | 4. & 5. ODI |
| Dhaka      | Sher-e-Bangla National Cricket Stadium | 26.000    | 1. – 3. ODI |

## Kader
Simbabwe benannte seinen Kader am 23. November, Bangladesch am 28. November 2010.
| Bangladesch | Simbabwe |
| --- | --- |
| - Shakib Al Hasan (K) - Abdur Razzak - Imrul Kayes - Junaid Siddique - Mahmudullah Riyad - Mashrafe Mortaza - Mohammad Ashraful - Mushfiqur Rahim (wk) - Naeem Islam - Nazmul Hossain - Raqibul Hasan - Rubel Hossain - Shafiul Islam - Suhrawadi Shuvo - Tamim Iqbal | - Elton Chigumbura (K) - Ryan Butterworth - Regis Chakabva - Chamu Chibhabha - Graeme Cremer - Keith Dabengwa - Craig Ervine - Hamilton Masakadza - Shingirai Masakadza - Keegan Meth - Christopher Mpofu - Ray Price - Tatenda Taibu - Brendan Taylor - Prosper Utseya |

## Tour Match
| 29. November Scorecard | Sabhar | Bangladesh Cricket Board XI 223-9 (50) | – | Zimbabweans 194 (46.1) |
|                        |        | BCB XI gewinnen mit 29 Runs            |   |                        |

## One-Day Internationals

### Erstes ODI in Dhaka
| 1. Dezember Scorecard | Dhaka | Simbabwe 209 (49)           | – | Bangladesch 200 (49) |
|                       |       | Simbabwe gewinnt mit 9 Runs |   |                      |

### Zweites ODI in Dhaka
| 3. Dezember Scorecard | Dhaka | Simbabwe 191 (46.2)               | – | Bangladesch 194-4 (39.4) |
|                       |       | Bangladesch gewinnt mit 6 Wickets |   |                          |

### Drittes ODI in Dhaka
| 6. Dezember Scorecard | Dhaka | Bangladesch 246-7 (50)          | – | Simbabwe 181 (48.1) |
|                       |       | Bangladesch gewinnt mit 65 Runs |   |                     |

### Viertes ODI in Chittagong
| 10. Dezember Scorecard | Chittagong | Simbabwe       | – | Bangladesch |
|                        |            | Spiel abgesagt |   |             |

### Fünftes ODI in Chittagong
| 12. Dezember Scorecard | Chittagong | Simbabwe 188-6 (50)               | – | Bangladesch 189-4 (43) |
|                        |            | Bangladesch gewinnt mit 6 Wickets |   |                        |

## Statistiken
Die folgenden Cricketstatistiken wurden bei dieser Tour erzielt.
| ODIs            | ODIs        | ODIs    | ODIs    | ODIs    | ODIs    | ODIs    | ODIs    | ODIs    |
| Batting         | Batting     | Batting | Batting | Batting | Batting | Batting | Batting | Batting |
| Spieler         | Mannschaft  | Spiele  | Innings | Runs    | Average | HS      | 100s    | 50s     |
| --------------- | ----------- | ------- | ------- | ------- | ------- | ------- | ------- | ------- |
| Tamim Iqbal     | Bangladesch | 4       | 4       | 162     | 40,50   | 95      | 0       | 1       |
| Shakib Al Hasan | Bangladesch | 4       | 4       | 156     | 52,00   | 73      | 0       | 2       |
| Craig Ervine    | Simbabwe    | 4       | 4       | 134     | 44,66   | 46      | 0       | 0       |
| Prosper Utseya  | Simbabwe    | 4       | 4       | 132     | 44,00   | 67      | 0       | 1       |
| Junaid Siddique | Bangladesch | 4       | 4       | 121     | 40,33   | 56*     | 0       | 2       |
| Bowling         |             |         |         |         |         |         |         |         |
| Spieler         | Mannschaft  | Spiele  | Overs   | Wickets | Average | BBI     | 5W      | 10W     |
| Abdur Razzak    | Bangladesch | 4       | 39.2    | 13      | 8,92    | 5/30    | 1       | 0       |
| Shakib Al Hasan | Bangladesch | 4       | 38      | 9       | 21,22   | 4/39    | 0       | 0       |
| Ray Price       | Simbabwe    | 4       | 39      | 6       | 22,66   | 2/29    | 0       | 0       |
| Chris Mpofu     | Simbabwe    | 4       | 33      | 6       | 25,16   | 3/25    | 0       | 0       |
| Shafiul Islam   | Bangladesch | 4       | 25.1    | 5       | 20,40   | 4/43    | 0       | 0       |
| Prosper Utseya  | Simbabwe    | 4       | 38      | 5       | 30,40   | 4/38    | 0       | 0       |

## Player of the Series
Als Player of the Series wurden die folgenden Spieler ausgezeichnet.
| Serie | Player of the Series |
| ----- | -------------------- |
| ODI   | Abdur Razzak         |

### Player of the Match
Als Player of the Match wurden die folgenden Spieler ausgezeichnet.
| Spiel  | Player of the Match |
| ------ | ------------------- |
| 1. ODI | Chris Mpofu         |
| 2. ODI | Abdur Razzak        |
| 3. ODI | Abdur Razzak        |
| 5. ODI | Tamim Iqbal         |